# Czajka-WMS Sewastopol
Czajka-WMS Sewastopol (ukr. Футбольний клуб «Чайка-ВМС» Севастополь, Futbolnyj Kłub "Czajka-WMS" Sewastopol, ros. Футбольный Клуб «Чайка-ВМС», krym. "Chayka-VMS" Sevastopol) – ukraiński klub piłkarski z siedzibą w Sewastopolu.

## Historia
Chronologia nazw:
- 1923: Junyj Metalist Sewastopol (ukr. «Юний металіст» Севастополь, ros. «Юный металлист» Севастополь)
- 1924: Czerwonyj Metalist Sewastopol (ukr. «Червоний металіст» Севастополь, ros. «Красный металлист» Севастополь)
- 1936: Morśkyj Zawod im. S. Ordżonikidze Sewastopol (ukr. Морський завод ім. С. Орджонікідзе Севастополь, ros. Севастопольский морской завод (СМЗ))
- 1937: Sudnobudiwnyk Sewastopol (ukr. «Суднобудівник» Севастополь, ros. «Судостроитель» Севастополь)
- 1953: Awanhard Sewastopol (ukr. «Авангард» Севастополь, ros. «Авангард» Севастополь)
- 1964: Czajka Bałakława (ukr. «Чайка» Балаклава, ros. «Чайка» (Балаклава))
- 1966: Czajka Sewastopol (ukr. «Чайка» Севастополь, ros. «Чайка» Севастополь)
- 1971: Awanhard Sewastopol (ukr. «Авангард» Севастополь, ros. «Авангард» Севастополь)
- 1975: Chwyla Sewastopol (ukr. «Хвиля» Севастополь, ros. «Волна» Севастополь)
- 1976: Atłantyka Sewastopol (ukr. «Атлантика» Севастополь, ros. «Атлантика» Севастополь)
- 1987: Czajka Sewastopol (ukr. «Чайка» Севастополь, ros. «Чайка» Севастополь)
- 08.1997: WMS-Czajka Sewastopol (ukr. «ВМС-Чайка» Севастополь)
- 2000: klub rozwiązano
- 2001: Czajka-WMS Sewastopol (ukr. «Чайка-ВМС» Севастополь)
- 2002: klub rozwiązano

Drużyna piłkarska Junyj Mietalist została założona w Sewastopolu w 1923 i reprezentowała Stocznię Morską (Morśkyj Zawod im. S. Ordżonikidze). W 1924 roku klub przyjął nazwę Czerwonyj Metalist.
W latach 1936–1938 zespół startował w rozgrywkach Pucharu ZSRR. W 1937 klub przyjął nazwę Sudnobudiwnyk. Występował w Mistrzostwach Rosyjskiej FSRR i rozgrywkach Pucharu Rosyjskiej FSRR oraz w turniejach lokalnych. W 1947 zdobył mistrzostwo Krymu.
W 1949 klub debiutował w Drugiej Grupie, rosyjskiej strefie 1 Mistrzostw ZSRR, ale potem po reorganizacji systemu lig ZSRR występował w rozgrywkach lokalnych.
W 1953 klub zmienił nazwę na Awanhard, tak jak Dobrowolne Towarzystwo Sportowe (DST) "Sudnobudiwnyk", które zrzeszało związki zawodowe pracowników zakładów budowy statków w ramach konsolidacji DST zostało dołączone do towarzystwa "Awanhard".
W 1963 roku drużyna Awanhardu, oprócz zdobycia mistrzostwa i Pucharu Miasta, zdobyła mistrzostwo i Puchar
Krym oraz, zgodnie z regulaminem zawodów Mistrzostw ZSRR, otrzymała prawo do meczów przejściowych z najsłabszym zespołem
Krymu, występującym w Klasie B. Takim klubem w 1963 roku stał się Metałurh Kercz, który awangardowa drużyna pokonała w dwumeczu 0:2, 3:0 i wygrała prawo do udziału w Mistrzostwach ZSRR w 1964 roku wśród drużyn mistrzowskich Klasy B.
Jednak kierownictwo związku piłkarskiego wszelkimi sposobami nie chcieli dopuścić udziału 2 drużyn z Sewastopola (oprócz Awanhardu był SKCzF) w mistrzostwach ZSRR wśród drużyn mistrzowskich, dlatego w 1964 klub prezentował miasto Bałakława i jako Czajka Bałakława. ponownie startował w Klasy B, ukraińskiej strefy 2. W 1966 po skreśleniu przez związek piłkarski przepisu o niemożliwości udziału dwóch klubów z jednego miasta w mistrzostwach ZSRR, oficjalna nazwa klubu została brzmieć Czajka Sewastopol. W 1967 zespół zajął wysokie czwarte miejsce w swojej strefie, jednak w następnym sezonie nie przystąpił do rozgrywek profesjonalnych i potem pod nazwą Awanhard występował w rozgrywkach Krymu.
Dopiero w 1971 zespół ponownie startował w Drugiej Lidze, strefie 1. Pod koniec 1974 roku zarząd Sewastopolskiej stoczni morskiej ogłosił odmowę finansowania zespołu. Na pomoc przyszło Sewastopolskie przedsiębiorstwo przemysłu rybnego "Atlantyka". Klub nazywał się przez rok Chwyla, a potem Atłantyka, aby w 1987 powrócić do starej nazwy Czajka.
W latach 1990–1991 po kolejnej reorganizacji systemu lig ZSRR klub występował w Drugiej Niższej Lidze, strefie 1.
Pierwsze Mistrzostwo Ukrainy w 1992 klub rozpoczął w Pierwszej Lidze, podgrupie 1. Zajął przedostatnie 13. miejsce i spadł do Drugiej Ligi. W sezonie 1995/1996 zajął 12. miejsce w swojej grupie, jednak przez problemy finansowe nie przystąpił do rozgrywek w następnym sezonie.
W sierpniu 1997 roku po znalezieniu sponsora WMS (Wojskowo-Marynarskie Siły Zbrojne) klub przyjął nazwę WMS-Czajka, a w 1998 grał w rozgrywkach o Puchar Krymu.
Po rozwiązaniu głównej drużyny w mieście - Czornomorca, miasto znów straciło prawo gry w rozgrywkach na szczeblu zawodowym. Wtedy latem 2001 roku ba bazie amatorskiej drużyny "Wiktoria" powstał klub Czajka-WMS, który został zgłoszony do rozgrywek w Drugiej Lidze. Zajął ostatnie 18. miejsce w swojej grupie i został pozbawiony statusu profesjonalnego.
Klub został rozwiązany (ostatni mecz 20 czerwca 2002), a już 5 lipca 2002 powstał nowy klub PFK Sewastopol, który kontynuował tradycje sewastopolskiej piłki nożnej.

## Sukcesy
- 10. miejsce w Drugiej Grupie ZSRR, rosyjskiej strefie 1:

1949
- 1/32 finału Pucharu ZSRR:

1936
- 13. miejsce w Ukraińskiej Pierwszej Lidze, podgrupie 1:

1992
- 1/32 finału Pucharu Ukrainy:

1992

## Trenerzy od lat 60.
...
- 1965:  Mychajło Czyrko
- 1966–0?.1966:  Borys Horiełow
- 0?.1966–1967:  Walentin Tugarin

...
- 1971–1972:  Iwan Fedosow
- 1973–1974:  Wiktor Fomin
- 1975–07.1975:  Walentin Tugarin
- 08.1975–1980:  Hennadij Makarow
- 1981–1983:  Anatolij Zajajew
- 1984–26.09.1984:  Wołodymyr Pajs
- 26.09.1984–06.1986:  Walentin Tugarin
- 07.1986–1986:  Ołeh Żylin
- 1987–1990:  Hennadij Makarow
- 01.1991–05.1991:  Ołeksandr Pawlukow
- 05.1991–07.1992: / Ołeksij Rudyka
- 08.1992–09.1993:  Wasyl Borys
- 10.1993–07.1994:  Hennadij Makarow
- 08.1994–07.1995:  Ołeh Żylin
- 08.1995–06.1996:  Wałerij Petrow
- 07.1997–07.1999:  Wasyl Borys
- 08.1999–10.1999:  Wałerij Petrow
- 03.2000–06.2000:  Serhij Dijew
- 07.2001–09.2001:  Jewhen Repenkow
- 10.2001–12.2001:  Ołeksandr Hujhanow (p.o.)
- 01.2002–06.2002:  Jewhen Repenkow

## Inne
- PFK Sewastopol
- SKCzF Sewastopol
- Metalist Sewastopol
- Czornomoreć Sewastopol